# Glenea gahani
Glenea gahani är en skalbaggsart som beskrevs av Jordan 1894. Glenea gahani ingår i släktet Glenea och familjen långhorningar.
Artens utbredningsområde är Gabon. Inga underarter finns listade i Catalogue of Life.